# Boz (Franciaország)
Boz egy település Franciaországban, Ain megyében. Lakosainak száma 509 fő (2022. január 1.). Boz Asnières-sur-Saône, Chevroux, Gorrevod, Ozan, Reyssouze, Saint-Albain, La Salle és Senozan községekkel határos.

## Népesség
A település népességének változása:
| Lakosok száma | 335  | 323  | 352  | 481  | 508  | 516  | 512  | 519  | 514  | 509  |
|               | 1968 | 1982 | 1990 | 2006 | 2013 | 2015 | 2017 | 2019 | 2020 | 2022 |